# 叶枫
葉楓（1937年10月19日—），香港邵氏女歌手及演員。原名王玖玲，英文名字Julie，湖北武漢人，她的外型冷艷高挑，在演藝圈有著「長腿姐姐」或「睡美人」的暱稱。由於葉楓喜愛秋日的楓葉，故有此藝名。

## 生平
葉楓生於湖北漢口，在家排行第九，故暱稱九公主。她的父親早年是一名律師，她的姊夫徐煥昇是中国抗日战争時在八一四筧橋空戰等屢創戰績的空軍總司令。1948年她隨姊姊和姊夫移居臺灣屏東空軍基地，並在台北私立德宜高中就讀。1954年，美国环球公司到台湾招考華人少女演员，叶枫在众多競爭者中脱颖而出，通過試鏡錄取，不料环球公司临时拍片计划中止，使她的明星梦瞬間幻滅。叶枫为圆明星梦，同年遂辗转到香港发展。
1954年經李翰祥引薦加入李祖永領導的「永華」公司，可惜此时的永华十分拮据，几乎无片可拍，又很快因資金週轉不靈倒閉。其後，陸續有「新天」、「國風」兩家電影公司邀請她拍片，惜皆因故取消。經歷幾番挫折，至1957年，才應「國際電影懋業有限公司」（簡稱「電懋」）制片部经理宋淇之邀參與其第一部作品—陶秦導演的〈四千金〉，首次在銀幕擔任要角，和林翠、穆虹、苏凤分饰戏中的四姊妹，男主角有陈厚、雷震。於電懋期間，曾外借至王龍經營的「金鳳公司」，到台灣拍攝由王引導演的〈喋血販馬場〉（1960）。1962年，與「電懋」合約期滿後轉投「邵氏電影公司」，在邵氏的首部作品為〈山歌戀〉（1964），並陸續主演數部作品後，至1969年宣布息影。1975年，客串演出電影〈十三不搭〉（1975）。演出作品大多飾演個性獨立、爽朗浪漫的新女性角色。
此外，葉楓並未受過專業歌唱訓練，卻以慵懶低沈的嗓音為人喜愛，與百代唱片公司簽約灌錄唱片，名曲如：「情人山」、「好預兆」、「晚霞」、「落花流水」、「空流回憶」、「昨夜夢中」、「我有個好家庭」、「神秘女郎」等。
葉楓曾有過兩段婚姻。拍攝〈星星月亮太陽〉的時候與「電懋」小生張揚戀愛，1961年與張揚結婚，但僅維繫四年的婚姻，於1965年離婚。同年，與合演〈癡情淚〉的凌雲因戲結緣，後來結婚，於1983年分手。葉楓息影後曾移民美國，21世紀初遷居上海，過著恬適、平淡、愜意的生活。

## 暱稱由來
葉楓的兩個暱稱的由來：
- 長腿姐姐：源自她身高170公分的修長身材。
- 睡美人：葉楓愛睡覺，平時大多數時候也喜歡躺在床上，甚至喝水也在床上喝。

## 電影作品
資料來源：

| - 十三不搭（1975年） (客串) - 碧海青天夜夜心 （1969年） 飾 高秀心 - 春蠶（1969年） 飾 江菡 - 游龍戲鳳（1968年） - 毒玫瑰（1966年） 飾 江楓 - 歡樂青春 （1966年） (客串) - 癡情淚（1965年） 飾 白麗蘭 - 山歌戀 （1964年） 飾 古秀秀 - 一曲難忘 （1964年） 飾 南子 - 血濺牡丹紅（1964年） 飾 唐佩華 | - 鶯歌燕舞（1963年） 飾 白麗紅 - 桃李爭春（1962年） 飾 李愛蓮 - 花好月圓（1962年） 飾 雲中仙 - 野花戀（1962年） 飾 蔣素英 - 賊美人（1961年） 飾 黎小玉 - 星星、月亮、太陽（下集）（1961年） 飾 蘇亞南 - 星星、月亮、太陽 （上集）（1961年） 飾 蘇亞南 - 紅男綠女（1960年） 飾 殷吟秋 - 女秘書艷史（1960年） 飾 羅為芬 - 長腿姐姐（1960年） 飾 胡亭亭 | - 睡美人（1960年） 飾 咪咪 - 喋血販馬場（1960年） 飾 李小玉 - 鐵臂金剛（1960年） 飾 李安妮 - 蘭閨風雲（1959年） 飾 孔希倫 - 桃花運（1959年） 飾 丁香 - 歌迷小姐（1959年） 飾 張蘭蕙 - 空中小姐（1959年） 飾 朱心娟 - 天長地久（1959年） 飾 關伊珍 - 二八佳人（1959年） 飾 梅意珠 - 四千金（1957年） 飾 孔希倫 |

## 電視作品
明天有你（1998）